# Associació d'Empresaris d'Ascendència Catalana a l'Uruguai
L'Associació d'Empresaris d'Ascendència Catalana a l'Uruguai (ASEACU) és un organisme sense ànim de lucre reconegut per la Generalitat de Catalunya i el Ministeri d'Educació i Cultura de l'Uruguai. Va ser fundat el 18 de març de 1998 i té estatus jurídic des del 2001.
L'objectiu principal de l'associació és promoure la cultura catalana en l'àmbit uruguaià i llatinoamericà. Un dels seus principis és que l'Uruguai ha estat reconegut en la seva història per ser un país estable políticament i econòmica. Aquests empresaris d'origen català, busquen promoure la inversió en el sector de serveis del país sud-americà.
Moltes empreses es troben associades a aquesta associació, inclòs el seu actual president, Alberto Vidal, el seu vicepresident, Santiago Cuyàs, i el seu tresorer, Ernesto Ordeix.
Així mateix, l'organisme promou reunions polítiques i socials entre empresaris catalans, espanyols i uruguaians. L'última, celebrada el 29 d'octubre de 2007, amb el nom de Conferència-sopar a Montevideo, va comptar amb la presència de l'expresident de la Generalitat, Pasqual Maragall, i de la seva esposa, Diana Garrigosa. L'exmandatari va donar un emotiu discurs sobre les arrels comunes d'ambdues nacions i va proposar un projecte de futur conjunt catalanouruguaià. Va posar l'accent en la història i en la diversitat actual, a més de recordar que la seva bestia, i la seva filla, Ángeles Noble Milans, van viure a l'Uruguai i van ser propietàries d'algunes finques. Maragall va recordar, a més, que l'Uruguai va ser el primer país de Llatinoamèrica que va visitar quan va ser elegit alcalde, després del retorn a la democràcia. Finalment, l'expresident va elogiar l'activitat política del govern socialista de l'Uruguai, així com de Tabaré Vázquez, Mariano Arana, Reinaldo Gargano i María Julia Muñoz.
L'ASEACU està associada al Casal Català de Montevideo, i tots els anys celebren l'aniversari de la mort de Lluís Companys i Jover, a la plaça que porta el seu nom, a la capital uruguaiana.